# Sound of Noise
Sound of Noise är en svensk-fransk långfilm med gruppen Six Drummers, i regi av Ola Simonsson och Johannes Stjärne Nilsson. Filmen hade världspremiär på Cannes Filmfestival (Kritikerveckan) i maj 2010. Den fick sedan svensk biopremiär den 25 december 2010. Den är uppföljare till kortfilmen Music for one apartment and six drummers.

## Rollista
- Bengt Nilsson - Amadeus Warnebring
- Sanna Persson - trumslagare
- Magnus Börjeson - trumslagare
- Fredrik Myhr - trumslagare
- Johannes Björk - trumslagare
- Marcus Haraldson - trumslagare
- Anders Vestergård - trumslagare
- Sven Ahlström - Oscar
- Paula McManus - Colette
- Ralph Carlsson - Hagman
- Peter Schildt - polischef
- Sten Elfström - professor
- Dag Malmberg - Örjan
- Björn Granath - sjukhuschef
- Irene Lindh - modern
- Iwar Wiklander - Tony
- Robin Keller - Jean-Pierre